# Jaya Simhavarman III
Jaya Simhavarman III ou Chế Mân régna de 1285 - 1307,  d'abord Prince Harijit, fils du roi Indravarman V et de la reine Gaurendraksmi, il est roi Champa pendant la période où la menace mongole devient imminente. 

## Contexte
En 1282, Kublai Khan essaye d'obtenir un libre chemin pour ses troupes à travers Champa et envoie des ambassadeurs, mais Chế Mân les retint prisonniers. Kublai Khan demande ensuite de pénétrer en Annam mais reçoit le même refus et Kublai Khan décide alors d' envahir le pays. Indravarman V et le Prince couronné Harijit partent se réfugier dans les montagnes, contraignant les Mongols à souffrir de la chaleur, de maladies, de manque de provisions et entrainenant de nombreuses désertions dans leur rang. La mort du chef mongol, Sagatou, est le début de la fin de l'invasion Mongole du Champa et de l'Annam.
La lutte mutuelle contre les Mongols génère un rapprochement entre l'Annam et le Champa. Cependant, le roi Annamite Tran Anh Tong n'accepte de marier sa fille Huyen Tran, à Chế Mân qu'en échange des provinces d'O et de Lý. Son autre « épouse de premier rang », ou « première reine », était la Princesse Bhaskaradevi, mais il avait également épousé une princesse de Java, la reine Tapasi.
Chế Mân meurt bientôt et le refus de la Princesse annamite de mourir avec son mari est considéré par le Champa comme une offense nationale. En réponse à cela, le fils de Chế Mân, Che Chi, saisit l'occasion pour conquérir deux districts cédés par le Champa à l'Annam. Il est défait déporté et emprisonné en Annam.

## Unions et postérité
Jaya Sinhavarman III avait eu, selon les sources deux épouses de 1er rang: la reine Bhaskaradevi, mère de Jaya Sinhavarman IV et de Jaya Simhavarman V (?), et la princesse annamite Huyền Trân (en), fille de l'Empereur Trần Nhân Tông.